# Potato Museum
Il Potato Museum (in italiano: Museo della patata) è un'organizzazione non-profit dedicata alla storia e all'influenza sociale del tubero che più ha influenzato le persone e i luoghi. Si tratta della più grande collezione di oggetti legati alla patata provenienti da tutto il mondo.

## Storia
Il progetto del museo nacque come programma didattico degli studenti del professor d'Avanzo all'International School of Brussels, Belgio, nel 1975. Il museo si trovava all'inizio a Washington, dove è stato aperto per alcuni anni su appuntamento. All'inizio degli anni 1990 le collezioni parteciparono in due grandi mostre al Canada Science and Technology Museum di Ottawa e al National Museum of Natural History dello Smithsonian. Il museo oggi si trova ad Albuquerque, Nuovo Messico.

## Collezione
La collezione del museo include:
- Antichi campioni e vasellame che raffigura patate
- Attrezzi agricoli
- Prodotti moderni derivati dalle patate
- Oggetti curiosi fatti di patate